# 李庆柳
李庆柳（1915年—2001年），中国人民解放军将领、中国人民解放军开国少将。
曾任空军第八航空学校政委。1955年，授予中国人民解放军少将。